# Horringer
Horringer – wieś w Anglii, w hrabstwie Suffolk, w dystrykcie West Suffolk. Leży 38 km na północny zachód od miasta Ipswich i 97 km na północny wschód od Londynu. Miejscowość liczy 890 mieszkańców.